# Faro Cabo Aristizábal
El Faro Cabo Aristizábal es un faro no habitado del Servicio de Hidrografía Naval de la Marina Argentina que se encuentra en la ubicación 45°12′58″S 66°31′40″O / -45.21611, -66.52778 en el Cabo Aristizábal de la península del mismo nombre, en la parte centro-norte del golfo San Jorge, en el departamento Escalante de la Provincia del Chubut, Patagonia argentina. El mismo tiene una altura total de 16 m.
Comenzó a funcionar el día 17 de junio de 1917. En el año 1977, y como consecuencia de la necesidad de aumentar el alcance óptico del faro original, se construyó una nueva torre de 16 metros de altura conteniendo en su interior a la original. Así fue posible la instalación de una nueva linterna de alcance mayor. Desde el año 1984 es alimentado con paneles solares que reemplazaron los tubos de acetileno y el alcance nocturno de la linterna es de 11 millas náuticas.
El nombre de esta península fue impuesto por Juan Antonio Gutiérrez de la Concha en honor al oficial de la marina española del siglo XVIII Gabriel de Aristizábal, quien participó de la expedición Malaspina.